# Nesobiella hospes
Nesobiella hospes is een insect uit de familie van de bruine gaasvliegen (Hemerobiidae), die tot de orde netvleugeligen (Neuroptera) behoort. 
Nesobiella hospes is voor het eerst wetenschappelijk beschreven door Perkins in Sharp in 1899.